# Илия Куртев
Илия Куртев Добрев е български общественик, опълченец и политически деец.

## Биография
Роден е на 2 юли 1858 година в Ески Заара. Взема участие в Старозагорското въстание, за което е осъден на 101 години затвор в Диарбекир. Взема дейно участие в Руско-турската война. След Санстефанския мирен договор се отдава на каузата за обединение на българските земи. Става деловодител и ревизор на Централното опълченско дружество в Пловдив след 1878 г. и се включва в съединисткото движение, обикаляйки градове и села, където основава комитети.
Куртев издава възвание към населението на Източна Румелия, в което ги приканва да се включат в борбата за освобождаване на Македония. По време на Сръбско-българската война Куртев е начело на Самоковския доброволчески отряд. От ноември 1885 г. е командир на Врачанското опълчение. Същата година служи в първи пехотен софийски полк. Завършва едногодишен курс във Военното училище в София през 1888 г.
В 1899 година става председател на основаното наново на Славянското благотворително дружество в София. Бил е председател на дружествата „Родолюбец“ и „Сливница“.
По време на Балканските войни е етапен комендант на Радомир.

## Военни звания
- Подпоручик (14 септември 1885)
- Поручик (7 ноември 1888)
- Капитан (2 август 1893)
- Майор (28 юли 1913)